# Nicetas annon
Nicetas annon är en fjärilsart som beskrevs av Druce 1891. Nicetas annon ingår i släktet Nicetas och familjen nattflyn. Inga underarter finns listade i Catalogue of Life.